# Cricotopus claripes
Cricotopus claripes är en tvåvingeart som beskrevs av Hirvenoja 1973. Cricotopus claripes ingår i släktet Cricotopus och familjen fjädermyggor. Inga underarter finns listade i Catalogue of Life.